# Стефан де Врай
Стефан де Врай (на холандски: Stefan de Vrij, роден на 5 февруари 1992 г.) е нидерландски професионален футболист, централен защитник, настоящ играч на италианския Интер и националния отбор на Нидерландия.

## Клубна кариера

### Фейенорд
Започва да тренира ливадния спорт с топка във ВВ Спирит в родния си град. Пет години след това талантът му е забелязан, и привлечен в школата на Фейенорд. Подписва първия си професионален договор през юли 2009 г., и два месеца по-късно дебютира. Въпреки че е едва на 18 г., де Врай бързо се превръща в основен играч и още през първия си сезон изиграва над 20 мача. През сезон 2012/13 е избран за капитан на отбора.

### Лацио
На 30 юли 2014 г. е закупен от италианския Лацио за необявена сума. Прави официалния си дебют за отбора на 24 август, и още в първия си мач отбелязва дебютния си гол с екипа на Римските орли.

### Интер
След няколко седмици на спекулации, на 28 май 2018 г. Де Врай обявява, че е подписал петгодишен договор с Интер Милано, който започва на 1 юли 2018 г. На 2 юли 2018 г. Интер обявява официално трансфера.
Той вкарва първия си гол за "Нерадзурите" вкарвайки два гола срещу Торино у дома, при евентуално равенство 2:2. През септември 2018 г. Де Врай изиграва своя мач 100 в Серия А при домакинската победа с 2:1 над Фиорентина. Той също така прави първото си участие в Шампионската лига в началото на сезона срещу Тотнъм Хотспър, като асистира на Матиас Весино при победата с 2:1 у дома.
По-късно на 14 март 2019 г. в реванша от осминафиналите на Лига Европа, грешен контрол на топката на Де Врай довежда до гол, при който Интер губи мача от Айнтрахт Франкфурт с 1:0 на Сан Сиро, отпадайки с 0:1 общ резултат. Три дни по-късно Де Врай вкарва гол в мача от Дерби дела Мадонина срещу Милан, помагайки на своя отбор да спечели с 3:2 и да си върне третото място в шампионата и да завърши дубъл над тях за пръв път от 2011 г.
На 9 ноември 2019 г. Де Врай прави своя 50-ти мач във всички състезания за Интер в победата с 2:1 над Верона на Сан Сиро. На 8 юли 2023 г. Де Врай удължава договора си с Интер до 2025 г.

## Национален отбор
След като преминава през всички младежки гарнитури, де Врай попада в разширения състав на Лалетата за Евро 2012, но не и в окончателния. Дебютира през август 2012 г. в приятелски мач.
Де Врай е титулярен централен защитник на отбора на световното първенство през 2014 г., където печели бронзов медал. Заедно с Ариен Робен попада в идеалния отбор на първенството.

## Успехи

### Отборни
Лацио
- Купа на Италия (финалист) (2): 2014/15, 2016/17
- Суперкупа на Италия (1): 2017

Интер
- Серия А (2) : 2020/21, 2023/24
- Купа на Италия (2) : 2021/22, 2022/23
- Суперкупа на Италия (3) : 2021, 2022, 2023

### Национален отбор
- Световно първенство (бронзов медал) (1): 2014

### Индивидуални
- Идеален отбор на Световното първенство: 2014
- Най-добър защитник в Серия А: 2019/20
- Идеален отбор на Лига Европа: 2019/20
- Идеален отбор на Серия А: 2019/20, 2020/21